# Ivan Vargić
Ivan Vargić (* 15. März 1987 in Osijek, SFR Jugoslawien) ist ein ehemaliger kroatischer Fußballtorhüter. 

## Karriere

### Verein
Seit dem 1. April 2006 spielte Vargić für die Profis des NK Osijek, zuvor war er für die U-19-Auswahl des Teams aktiv. Vom 1. Juli 2006 bis zum 30. Juni 2007 wurde an NK Vukovar ’91 ausgeliehen. Nach der Leihe spielte er bis zum 8. August 2008 für NK Osijek. Vom 8. August 2008 bis zum 31. Dezember 2008 war er für den FC Honka aktiv. Nachdem das Leihgeschäft beendet war, kehrte er nun wieder zum NK Osijek zurück. Hier stand er bis Februar 2013 unter Vertrag. Danach verließ er den Verein und ging zu HNK Rijeka und gewann dort ein Jahr später den nationalen Pokal sowie den Superpokal. Von dort wechselte er in der Winterpause 2016 zu Lazio Rom, die ihn aber noch bis Saisonende leihweise in Rijeka spielen ließen. Nachdem er in zwei Spielzeiten nur drei Pflichtspiele absolvierte, liehen ihn die Römer erst zu Anorthosis Famagusta und anschließend an den FC Koper aus. Letzterer verpflichte Vargić im Sommer 2020 fest. Doch schon ein Jahr später verließ er den Klub wieder und der Torhüter ist seitdem vereinslos.

### Nationalmannschaft
Von 2006 bis 2007 bestritt Vargić zehn Partien für diverse kroatische Jugendauswahlmannschaften. Sein Debüt gab in der A-Nationalmannschaft gab er am 12. November 2014 in einem Freundschaftsspiel gegen Argentinien, dort wurde er in der letzten Spielminute eingewechselt. Bei der Fußball-Europameisterschaft 2016 in Frankreich war er als zweiter Ersatztorwart im kroatischen Aufgebot, kam aber während des Turniers nicht zum Einsatz.

## Erfolge
- Kroatischer Pokalsieger: 2014
- Kroatischer Superpokalsieger: 2014